# Mapy
Mapy – obrazkowa książka dla dzieci Aleksandry i Daniela Mizielińskich, opublikowana po raz pierwszy w 2012 roku, nakładem wydawnictwa Dwie Siostry.
Książka ma format atlasu. Składa się na nią (w jej wersji podstawowej) 51 map (ogólna mapa świata, mapy kontynentów i mapy krajów) oraz lista flag państw. Każdej mapie danego kraju towarzyszą ilustracje przedstawiające to, co dla niego charakterystyczne: stroje, potrawy, przyrodę, zabytki, miejsca, sławne osoby, przedmioty (ilustracji jest od 80 do 100), a także zbiór informacji, m.in. wielkość obszaru, liczba mieszkańców, nazwa stolicy itp. Początkowo książka zawierała mapy 42 krajów, z czasem zaczęło ich przybywać. Z okazji 10-lecia wydawnictwa Dwie Siostry opublikowano specjalną, limitowaną edycję Map, wzbogaconą o 16 dodatkowych krajów. To łącznie ok. 5500 ilustracji.
Do stworzenia map zainspirowały twórców stare encyklopedie, w których znajdowały się kolorowe plansze. Praca nad książką zajęła Mizielińskim trzy lata. Największą jej częścią była dokumentacja i zbieranie informacji. Autorzy przyjęli zasadę, że dla każdego rysunku niezbędne będą trzy niezależne źródła. Informacje gromadzili w dokumencie, według przyjętego szablonu. Dodatkowym elementem projektowania map było ustalenie granic krajów, które czasem mogą być sporne. Mizielińscy przyjęli, że rysują takie granice, jakie dany kraj uznaje, więc bywa tak, że granice różnią się w zależności od tego, w jakim kraju książka się ukazuje (np. wydanie chińskie i indyjskie inaczej przedstawiają granicę indyjsko-chińską). Dopiero po zgromadzeniu informacji następowało rysowanie. Na potrzeby książki, aby nie wpisywać wszystkich informacji ręcznie, autorzy zaprojektowali dwa kroje pisma – Mrs White oraz Cartographer, choć dla wydań w innych językach ręcznie były wpisywane tytuły map oraz niekiedy wprowadzane zmiany w rysunku, jeśli napis znacznie różnił się długością od tego w polskim wydaniu.
W pierwszym roku po publikacji książka ukazała się w 10 krajach. Do 2020 roku łącznie ukazały się 3 miliony egzemplarzy Map, w 40 krajach. Książkę przetłumaczono na prawie 30 języków.

## Nagrody i wyróżnienia
- francuska nagroda literacka Prix Sorcières, 2013[9]
- włoska nagroda Premio Andersen, 2013[10]
- lista książek wszech czasów The Telegraph, 2018[4]
- 6 najciekawszych i najlepiej zilustrowanych książek dla dzieci w 2013 roku według The New York Times[11]